# Drets humans a Ruanda
Els drets humans a Ruanda s'han violat a gran escala. La major violació és el genocidi ruandès dels tutsi el 1994. El govern posterior al genocidi també és responsable de violacions greus dels drets humans.

## Abans del genocidi
A mesura que es van estendre les idees de descolonització a Àfrica, es va crear un partit tutsi i un partit hutu. Ambdós es van militaritzar i, el 1959, els tutsi van intentar assassinar Grégoire Kayibanda, líder de Parmehutu. Això va provocar el vent de destrucció conegut com la "revolució ruandesa", violència que va enfrontar hutus contra tutsis, va matar de 20.000 a 100.000 tutsis i va forçar més a l'exili.
Després de la retirada de Bèlgica d'Àfrica el 1962, Ruanda es va separar de Ruanda-Urundi per referèndum, que també va eliminar la monarquia tutsi, el mwami. El 1963, el govern hutu va matar 14 000 tutsis, després que els guerrers tutsis van atacar Ruanda des de Burundi. El govern va mantenir les targetes d'identitat ètniques obligatòries i va reduir el nombre de tutsi de les universitats i la funció pública.

## Genocidi ruandès
Durant el genocidi ruandès el 1994, 800.000 persones van ser assassinades.

## Els drets humans després del genocidi
Els governs posteriors, inclòs el govern actual dirigit pel president Paul Kagame, han comès violacions greus dels drets humans.
El 22 d'abril de 1995 l'Exèrcit Patriòtic Ruandes va matar més de 4.000 persones a la massacre de Kibeho.
El setembre del 1996, Ruanda va envair Zaire, precipitant la Primera Guerra del Congo. Els objectius immediats de la invasió eren els grans camps de refugiats hutu situats a la vora de Goma i Bukavu, que es van organitzar sota el lideratge de l'antic règim. L'exèrcit de Ruanda va perseguir els refugiats en una recerca ràpida a través del Zaire, mentre ajudava a instal·lar l'AFDL al poder a Kinshasa. L'historiador Gérard Prunier estimava el nombre de morts entre els refugiats que fugien entre 213.000-280.000. En 2010 les Nacions Unides va emetre un informe investigant 617 suposats incidents violents ocorreguts a la República Democràtica del Congo entre març de 1993 i juny de 2003. Informava que els "aparents atacs sistemàtics i generalitzats descrits en aquest informe revelen un nombre d'elements incriminables que, si es provaven davant un tribunal competent, podrien qualificar-se de delictes de genocidi "contra hutus". L'informe va ser rebutjat categòricament pel govern de Ruanda.
Al desembre de 1996, el govern de Ruanda va llançar un programa de vilagització obligatòria que intentava concentrar tota la població rural en pobles conegut com a Imidugudu, que va provocar violacions de drets humans a desenes de milers de ruandesos, segons Human Rights Watch.
Segons un informe d'Amnistia Internacional, entre desembre de 1997 i maig de 1998, milers de ruandesos "van desaparèixer" o van ser assassinats per membres de les forces de seguretat del govern i grups armats d'oposició. La majoria dels assassinats van tenir lloc a les províncies del nord-oest de Rwanda de la Gisenyi i Ruhengeri, on hi havia una insurrecció armada. Amnistia va escriure que "Milers de civils desarmats han estat assassinats extrajudicialment pels soldats de l'Exèrcit Patriòtic Ruandès en el context de les operacions de recerca militar al nord-oest".
Quan Kagame va visitar Washington a principis de 2001, Human Rights Watch va criticar Ruanda per la seva participació en la Segona Guerra del Congo en què "fins a 1,7 milions" de civils havien mort.
Pel que fa als drets humans sota el govern del president Paul Kagame, Human Rights Watch va acusar la policia ruandesa de diversos casos d'assassinats extrajudicials i morts sota custòdia l'any 2007. El juny de 2006, la Federació Internacional de Drets Humans i Human Rights Watch van descriure el que van titllar de "violacions greus del dret internacional humanitari comeses per l'Exèrcit Patriòtic Ruandès".
Segons The Economist en 2008, Kagame "permet menys espai polític i llibertat de premsa a casa que Robert Mugabe deixa a Zimbabwe" i "[qual]sevol qui suposi la menor amenaça política al règim és tractat sense pietat".
Kagame ha estat acusat d'usar les memòries del genocidi per atacar la seva oposició. El 2009, Human Rights Watch va afirmar que sota el pretensió de mantenir l'harmonia ètnica, el govern de Kagame mostra "una marcada intolerància a les formes més bàsiques de dissensió". També va afirmar que les lleis promulgades el 2009 que prohibeixen la "ideologia del genocidi" s'utilitzen amb freqüència per atacar legalment l'oposició. El 2010, seguint línies semblants, The Economist va afirmar que Kagame freqüentment acusa als seus oponents de "divisionisme", o de fomentar l'odi racial. En 2011 Freedom House va assenyalar que el govern justifica restriccions a les llibertats civils com a mesura necessària per prevenir la violència ètnica. Aquestes restriccions són tan severes que fins i tot les discussions mundanes sobre l'origen ètnic poden provocar la detenció sota acusació de divisionisme.
El govern dels Estats Units va descriure el 2006 el registre dels drets humans del govern de Kagame com a "mediocre", citant les "desaparicions" dels dissidents polítics, així com detencions arbitràries i actes de violència, tortura i assassinats comesos per la policia. Les autoritats estatunidenques van enumerar els problemes de drets humans, inclosa l'existència de presos polítics i la limitada llibertat de premsa, llibertat de reunió i llibertat de religió.
Reporters Sense Fronteres va catalogar Ruanda en el lloc 147è de 169 per la llibertat de premsa el 2007, i va informar que "els periodistes de Rwanda sofreixen hostilitat permanent del seu govern i la vigilància dels serveis de seguretat". Va citar casos de periodistes que van ser amenaçats, assetjats i arrestats per criticar al govern. Segons Reporters Sense Fronteres, "el president Paul Kagame i el seu govern mai han acceptat que la premsa s'hagi de garantir amb autèntica llibertat".
El 2010, Ruanda va caure al lloc 169è, de 178, entrant a les files dels deu països pitjor classificats del món per la llibertat de premsa. Reporters sense Fronteres va afirmar que "Ruanda, Iemen i Síria s'han unit als Myanmar i Corea del Nord com els països més repressius del món contra els periodistes", afegint que a Ruanda, "el tercer país africà de menor rang", "aquesta caiguda rts causada per la suspensió dels principals mitjans de premsa independents, el clima de terror que envolta les eleccions presidencials i l'assassinat a Kigali del subdirector d'"Umuvugizi", Jean-Léonard Rugambage. En proporcions gairebé similars a les de Somàlia, Ruanda està buidant-se dels seus periodistes, que estan fugint del país per por a la repressió".
El desembre de 2008, un projecte d'informe encarregat per les Nacions Unides, que es presentarà al Comitè de Sancions del Consell de Seguretat de les Nacions Unides, va al·legar que la Ruanda de Kagame subministrava nens soldats als rebels tutsis a Kivu del Nord, en el context de la campanya de Kivu del Nord de 2008. L'informe també va al·legar que Ruanda subministrava al general Laurent Nkunda "l'equip militar, l'ús dels bancs ruandesos i va permetre als rebels llançar atacs del territori de Ruanda a l'exèrcit de la República Democràtica del Congo".
En juliol de 2009 la Commonwealth Human Rights Initiative va emetre un informe crític sobre la situació dels drets humans a Ruanda. Exhorta al govern de Ruanda a promulgar legislació que permeti la llibertat d'informació i "autoritzar la presència d'una oposició en les pròximes eleccions". També va subratllar els abusos comesos per les tropes de Ruanda a la República Democràtica del Congo i va descriure la situació general dels drets humans de Ruanda com "molt pobra":

| « | L'informe detalla un país en què la democràcia, la llibertat d'expressió, la premsa i els drets humans es veuen soscavats o abusats violentament, en el qual els tribunals no compleixen les normes internacionals i un país que ha envaït el veí, la República Democràtica del Congo, quatre vegades des de 1994. […] La censura és prevalent, segons l'informe, i el govern té el rècord de tancar mitjans independents i assetjar periodistes. Conclou que la constitució de Ruanda s'utilitza com una "façana" per ocultar "la naturalesa repressiva del règim" i recolza les afirmacions que Ruanda és essencialment "un exèrcit amb estat". | » |

### Dècada del 2010
En la preparació de les eleccions presidencials ruandeses de 2010 les Nacions Unides van exigir una investigació completa sobre les denúncies d'assassinats motivats políticament de figures de l'oposició. André Kagwa Rwisereka, vicepresident del Partit Verd Democràtic de Ruanda, va ser trobat decapitat. "Un advocat que havia participat en judicis de genocidi en un tribunal de les Nacions Unides va morir a trets". Hi va haver un intent d'assassinat a Faustin Kayumba Nyamwasa, un antic general de Ruanda que havia caigut en desgràcia. Jean-Léonard Rugambage, un periodista que investiga aquest intent d'assassinat, també va ser assassinat.
L'any 2011 Amnistia Internacional va criticar la detenció continuada de l'antic ministre de transport i aliat de Bizimungu Charles Ntakirutinka, que va estar set anys d'una sentència de deu anys a la presó central de Kigali. Amnistia Internacional el va considerar un pres de consciència i el va nomenar "cas prioritari" de 2011.
L'octubre de 2012 el cos de Théogène Turatsinze, empresari ruandès que vivia a Moçambic, que es creia que "tenia accés a informació financera políticament delicada relacionada amb determinats governants de Ruanda", fou trobat lligat i flotant al mar. La policia a Moçambic "va indicar inicialment la participació del govern de Ruanda en la mort abans de contactar amb el govern i canviar la seva caracterització a un delicte comú. Els funcionaris del govern de Ruanda van condemnar públicament l'assassinat i van negar la participació." Els mitjans de comunicació estrangers van connectar l'assassinat amb els de diversos crítics prominents del govern de Ruanda durant els dos anys anteriors.
Per millorar la percepció del seu historial de drets humans, en 2009 el govern ruandès va contractar una empresa de relacions públiques dels Estats Units, Racepoint group, que havia millorat la imatge de Gaddafi a Líbia, Tunísia, Angola, Guinea Equatorial, Etiòpia i Senegal. Els assessors BTP, una empresa britànica, van crear un lloc d'internet per atacar a la crítica. L'acord de Racepoint amb el govern va declarar que "inundaria" Internet i els mitjans de comunicació amb històries positives sobre Ruanda.

## Crítiques del govern ruandès morts o desapareguts
- 1995: El periodista Manasse Mugabo desapareix a Kigali; no vist de nou.[37]
- 1996: El coronel i antic diputat Théoneste Lizinde i l'empresari Augustin Bugirimfura morts a trets a Nairobi.[38]
- 1998: El periodista Emmanuel Munyemanzi desapareix de Kigali; el cos fou trobat a la ciutat però no tornat a la família.[37]
- 1998: El primer ministre de l'Interior post-genocidi Seth Sendashonga fou mort a Nairobi. Va patir un intent previ es va fer el 1996.[38][39]
- 2000: L'assessor del primer president post-genocidi Pasteur Bizimungu, Asiel Kabera, mort a trets a Kigali.[37]
- 2003: L'ex oficial de les FRD i jutge Augustin Cyiza i el magistrat Eliezar Runyaruka van desaparèixer de Kigali; no s'han vist més.[37]
- 2003: El diputat de l'oposició Leonard Hitimana desapareix a Kigali; no s'han vist més.[37]
- 2010: L'ex oficial de les FRD Faustin Kayumba Nyamwasa és ferit a trets a Johannesburg.[37]
- 2010: El periodista Jean-Léonard Rugambage és tirotejat a Kigali.[37]
- 2010: El periodista Dominique Makeli sobreviu a un segrest a Kampala.[37]
- 2010: André Kagwa Rwisereka, dirigent del Partit Verd Democràtic de Ruanda, fou trobat decapitat.[30]
- 2011: Charles Ingabire, periodista i "crític dur del govern de Rwanda", fou mort a trets a Kampala.[40]
- 2014: Patrick Karegeya, exdirector dels serveis d'intel·ligència estrangera i partidari de l'oposició, es troba estrangulat a un hotel de Johannesburg.[41]

## Situació històrica
La següent carta mostra les ràtios de Ruanda des de 1972 a l'informe Llibertat al món, publicat anualment per Freedom House. Una puntuació d'1 és "lliure"; 7, "No lliure".1
| \| Any \| Drets polítics \| Llibertats civils \| Estatus \| President2 \| \| 1972 \| 7 \| 6 \| No lliure \| Grégoire Kayibanda \| \| 1973 \| 7 \| 6 \| No lliure \| Grégoire Kayibanda \| \| 1974 \| 7 \| 5 \| No lliure \| Juvénal Habyarimana \| \| 1975 \| 7 \| 5 \| No lliure \| Juvénal Habyarimana \| \| 1976 \| 7 \| 5 \| No lliure \| Juvénal Habyarimana \| \| 1977 \| 7 \| 5 \| No lliure \| Juvénal Habyarimana \| \| 1978 \| 6 \| 6 \| No lliure \| Juvénal Habyarimana \| \| 1979 \| 6 \| 6 \| No lliure \| Juvénal Habyarimana \| \| 1980 \| 6 \| 6 \| No lliure \| Juvénal Habyarimana \| \| 1981 \| 6 \| 6 \| No lliure \| Juvénal Habyarimana \| \| 19823 \| 6 \| 6 \| No lliure \| Juvénal Habyarimana \| \| 1983 \| 6 \| 6 \| No lliure \| Juvénal Habyarimana \| \| 1984 \| 6 \| 6 \| No lliure \| Juvénal Habyarimana \| \| 1985 \| 6 \| 6 \| No lliure \| Juvénal Habyarimana \| \| 1986 \| 6 \| 6 \| No lliure \| Juvénal Habyarimana \| \| 1987 \| 6 \| 6 \| No lliure \| Juvénal Habyarimana \| \| 1988 \| 6 \| 6 \| No lliure \| Juvénal Habyarimana \| \| 1989 \| 6 \| 6 \| No lliure \| Juvénal Habyarimana \| \| 1990 \| 6 \| 6 \| No lliure \| Juvénal Habyarimana \| \| 1991 \| 6 \| 6 \| No lliure \| Juvénal Habyarimana \| \| 1992 \| 6 \| 5 \| No lliure \| Juvénal Habyarimana \| \| 1993 \| 6 \| 5 \| No lliure \| Juvénal Habyarimana \| \| 1994 \| 7 \| 7 \| No lliure \| Juvénal Habyarimana \| \| 1995 \| 7 \| 6 \| No lliure \| Pasteur Bizimungu \| \| 1996 \| 7 \| 6 \| No lliure \| Pasteur Bizimungu \| \| 1997 \| 7 \| 6 \| No lliure \| Pasteur Bizimungu \| \| 1998 \| 7 \| 6 \| No lliure \| Pasteur Bizimungu \| \| 1999 \| 7 \| 6 \| No lliure \| Pasteur Bizimungu \| \| 2000 \| 7 \| 6 \| No lliure \| Pasteur Bizimungu \| \| 2001 \| 7 \| 6 \| No lliure \| Paul Kagame \| \| 2002 \| 7 \| 5 \| No lliure \| Paul Kagame \| \| 2003 \| 6 \| 5 \| No lliure \| Paul Kagame \| \| 2004 \| 6 \| 5 \| No lliure \| Paul Kagame \| \| 2005 \| 6 \| 5 \| No lliure \| Paul Kagame \| \| 2006 \| 6 \| 5 \| No lliure \| Paul Kagame \| \| 2007 \| 6 \| 5 \| No lliure \| Paul Kagame \| \| 2008 \| 6 \| 5 \| No lliure \| Paul Kagame \| \| 2009 \| 6 \| 5 \| No lliure \| Paul Kagame \| \| 2010 \| 6 \| 5 \| No lliure \| Paul Kagame \| \| 2011 \| 6 \| 5 \| No lliure \| Paul Kagame \| |                |                   |           |                     |
| Any | Drets polítics | Llibertats civils | Estatus   | President2          |
| 1972 | 7              | 6                 | No lliure | Grégoire Kayibanda  |
| 1973 | 7              | 6                 | No lliure | Grégoire Kayibanda  |
| 1974 | 7              | 5                 | No lliure | Juvénal Habyarimana |
| 1975 | 7              | 5                 | No lliure | Juvénal Habyarimana |
| 1976 | 7              | 5                 | No lliure | Juvénal Habyarimana |
| 1977 | 7              | 5                 | No lliure | Juvénal Habyarimana |
| 1978 | 6              | 6                 | No lliure | Juvénal Habyarimana |
| 1979 | 6              | 6                 | No lliure | Juvénal Habyarimana |
| 1980 | 6              | 6                 | No lliure | Juvénal Habyarimana |
| 1981 | 6              | 6                 | No lliure | Juvénal Habyarimana |
| 19823 | 6              | 6                 | No lliure | Juvénal Habyarimana |
| 1983 | 6              | 6                 | No lliure | Juvénal Habyarimana |
| 1984 | 6              | 6                 | No lliure | Juvénal Habyarimana |
| 1985 | 6              | 6                 | No lliure | Juvénal Habyarimana |
| 1986 | 6              | 6                 | No lliure | Juvénal Habyarimana |
| 1987 | 6              | 6                 | No lliure | Juvénal Habyarimana |
| 1988 | 6              | 6                 | No lliure | Juvénal Habyarimana |
| 1989 | 6              | 6                 | No lliure | Juvénal Habyarimana |
| 1990 | 6              | 6                 | No lliure | Juvénal Habyarimana |
| 1991 | 6              | 6                 | No lliure | Juvénal Habyarimana |
| 1992 | 6              | 5                 | No lliure | Juvénal Habyarimana |
| 1993 | 6              | 5                 | No lliure | Juvénal Habyarimana |
| 1994 | 7              | 7                 | No lliure | Juvénal Habyarimana |
| 1995 | 7              | 6                 | No lliure | Pasteur Bizimungu   |
| 1996 | 7              | 6                 | No lliure | Pasteur Bizimungu   |
| 1997 | 7              | 6                 | No lliure | Pasteur Bizimungu   |
| 1998 | 7              | 6                 | No lliure | Pasteur Bizimungu   |
| 1999 | 7              | 6                 | No lliure | Pasteur Bizimungu   |
| 2000 | 7              | 6                 | No lliure | Pasteur Bizimungu   |
| 2001 | 7              | 6                 | No lliure | Paul Kagame         |
| 2002 | 7              | 5                 | No lliure | Paul Kagame         |
| 2003 | 6              | 5                 | No lliure | Paul Kagame         |
| 2004 | 6              | 5                 | No lliure | Paul Kagame         |
| 2005 | 6              | 5                 | No lliure | Paul Kagame         |
| 2006 | 6              | 5                 | No lliure | Paul Kagame         |
| 2007 | 6              | 5                 | No lliure | Paul Kagame         |
| 2008 | 6              | 5                 | No lliure | Paul Kagame         |
| 2009 | 6              | 5                 | No lliure | Paul Kagame         |
| 2010 | 6              | 5                 | No lliure | Paul Kagame         |
| 2011 | 6              | 5                 | No lliure | Paul Kagame         |

## Tractats internacionals
La postura de Ruanda sobre els tractats internacionals dels drets humans és:
| \| Tractat \| Organització \| Introduït \| Signat \| Ratificat \| \| Convenció per la Prevenció i la Sanció del Delicte de Genocidi[43] \| Nacions Unides \| 1948 \| - \| 1975 \| \| Convenció Internacional sobre l'Eliminació de totes les Formes de Discriminació Racial[44] \| Nacions Unides \| 1966 \| - \| 1975 \| \| Pacte Internacional dels Drets Econòmics, Socials i Culturals[45] \| Nacions Unides \| 1966 \| - \| 1975 \| \| Pacte Internacional de Drets Civils i Polítics[46] \| Nacions Unides \| 1966 \| - \| 1975 \| \| Primer Protocol Facultatiu del Pacte Internacional de Drets Civils i Polítics[47] \| Nacions Unides \| 1966 \| - \| - \| \| Convenció per la Imprescriptibilitat dels Crims contra la Humanitat i Crims de Guerra[48] \| Nacions Unides \| 1968 \| - \| 1975 \| \| Convenció Internacional sobre la Repressió i el Càstig del Crim d'Apartheid[49] \| Nacions Unides \| 1973 \| 1974 \| 1981 \| \| Convenció sobre l'eliminació de totes les formes de discriminació contra la dona[50] \| Nacions Unides \| 1979 \| 1980 \| 1981 \| \| Convenció contra la tortura i altres tractes o penes cruels, inhumanes o degradants[51] \| Nacions Unides \| 1984 \| - \| 2008 \| \| Convenció sobre els drets de l'infant[52] \| Nacions Unides \| 1989 \| 1990 \| 1991 \| \| Segon Protocol Facultatiu del Pacte Internacional de Drets Civils i Polítics[53] \| Nacions Unides \| 1989 \| - \| 2008 \| \| Convenció internacional sobre la protecció dels drets de tots els treballadors migratoris i dels seus familiars[54] \| Nacions Unides \| 1990 \| - \| 2008 \| \| Protocol Facultatiu de la Convenció sobre l'eliminació de totes les formes de discriminació contra la dona[55] \| Nacions Unides \| 1999 \| - \| 2008 \| \| Protocol Facultatiu de la Convenció sobre els Drets del Nen relatiu a la participació d'infants en els conflictes armats[56] \| Nacions Unides \| 2000 \| - \| 2002 \| \| Protocol Facultatiu de la Convenció sobre els Drets de l'Infant relatiu a la venda d'infants, la prostitució infantil i la pornografia infantil[57] \| Nacions Unides \| 2000 \| - \| 2002 \| \| Convenció Internacional sobre els Drets de les Persones amb Discapacitat[58] \| Nacions Unides \| 2006 \| - \| 2008 \| \| Protocol Facultatiu de la Convenció sobre els Drets de les Persones amb Discapacitat[59] \| Nacions Unides \| 2006 \| - \| 2008 \| \| Convenció internacional per a la protecció de totes les persones contra les desaparicions forçades[60] \| Nacions Unides \| 2006 \| - \| - \| \| Protocol Facultatiu del Pacte Internacional de Drets Econòmics, Socials i Culturals[61] \| Nacions Unides \| 2008 \| - \| - \| \| Protocol Facultatiu de la Convenció sobre els Drets del Nen en Procediment de Comunicacions[62] \| Nacions Unides \| 2011 \| - \| - \| |                |           |        |           |
| Tractat | Organització   | Introduït | Signat | Ratificat |
| Convenció per la Prevenció i la Sanció del Delicte de Genocidi | Nacions Unides | 1948      | -      | 1975      |
| Convenció Internacional sobre l'Eliminació de totes les Formes de Discriminació Racial | Nacions Unides | 1966      | -      | 1975      |
| Pacte Internacional dels Drets Econòmics, Socials i Culturals | Nacions Unides | 1966      | -      | 1975      |
| Pacte Internacional de Drets Civils i Polítics | Nacions Unides | 1966      | -      | 1975      |
| Primer Protocol Facultatiu del Pacte Internacional de Drets Civils i Polítics | Nacions Unides | 1966      | -      | -         |
| Convenció per la Imprescriptibilitat dels Crims contra la Humanitat i Crims de Guerra | Nacions Unides | 1968      | -      | 1975      |
| Convenció Internacional sobre la Repressió i el Càstig del Crim d'Apartheid | Nacions Unides | 1973      | 1974   | 1981      |
| Convenció sobre l'eliminació de totes les formes de discriminació contra la dona | Nacions Unides | 1979      | 1980   | 1981      |
| Convenció contra la tortura i altres tractes o penes cruels, inhumanes o degradants | Nacions Unides | 1984      | -      | 2008      |
| Convenció sobre els drets de l'infant | Nacions Unides | 1989      | 1990   | 1991      |
| Segon Protocol Facultatiu del Pacte Internacional de Drets Civils i Polítics | Nacions Unides | 1989      | -      | 2008      |
| Convenció internacional sobre la protecció dels drets de tots els treballadors migratoris i dels seus familiars | Nacions Unides | 1990      | -      | 2008      |
| Protocol Facultatiu de la Convenció sobre l'eliminació de totes les formes de discriminació contra la dona | Nacions Unides | 1999      | -      | 2008      |
| Protocol Facultatiu de la Convenció sobre els Drets del Nen relatiu a la participació d'infants en els conflictes armats | Nacions Unides | 2000      | -      | 2002      |
| Protocol Facultatiu de la Convenció sobre els Drets de l'Infant relatiu a la venda d'infants, la prostitució infantil i la pornografia infantil | Nacions Unides | 2000      | -      | 2002      |
| Convenció Internacional sobre els Drets de les Persones amb Discapacitat | Nacions Unides | 2006      | -      | 2008      |
| Protocol Facultatiu de la Convenció sobre els Drets de les Persones amb Discapacitat | Nacions Unides | 2006      | -      | 2008      |
| Convenció internacional per a la protecció de totes les persones contra les desaparicions forçades | Nacions Unides | 2006      | -      | -         |
| Protocol Facultatiu del Pacte Internacional de Drets Econòmics, Socials i Culturals | Nacions Unides | 2008      | -      | -         |
| Protocol Facultatiu de la Convenció sobre els Drets del Nen en Procediment de Comunicacions | Nacions Unides | 2011      | -      | -         |